# غرابي (عظم)

رسم تخطيطي للهيكل العظمي والعضلات لجناح الطائر.

العَظْمُ الغُرَابِيُّ أو الغُدَّافِيُّ هو عظم زوجي يمثل جزءًا من تركيب الكتف في جميع الفقاريات إلا الوحشيات؛ الجرابيات والمشيميات. في الثدييات الوحشيَّة (بما فيها الإنسان)، يُوجد ناتئ غرابي؛ يمثل جزءًا من الكتِفِ، لكن هذا ليس تناددًا مع العظم الغرابي لِمعظم الفقاريات الأخر.

## انظُر أيضًا
- تشريح الطيور